# خوزه دنیل پونسه
خوزه دنیل پونسه (انگلیسی: José Daniel Ponce؛ زادهٔ ۲۶ ژوئن ۱۹۶۲) بازیکن فوتبال اهل آرژانتین است.
از باشگاه‌هایی که در آن بازی کرده‌است می‌توان به باشگاه فوتبال گودوی کروز، باشگاه ورزشی اتلتیکو جونیور، باشگاه فوتبال بوکا جونیورز، باشگاه فوتبال استودیانتس، باشگاه فوتبال نیم المپیک، و باشگاه ورزشی سن لورنسو آلماگرو اشاره کرد.
وی همچنین در تیم ملی فوتبال آرژانتین بازی کرده‌است.